# Чемпионат Европы по волейболу среди младших юношей
Чемпионаты Европы по волейболу среди младших юношей — соревнования для мужских младших юниорских сборных команд, проводимые под эгидой Европейской конфедерации волейбола (CEV).
Проводятся с 2017 года с периодичностью один раз в два года по нечётным годам. В соревнованиях участвуют спортсмены возрастом до 16 лет.

## Призёры
| Год  | Место проведения       | 1-е место | 2-е место | 3-е место |
| ---- | ---------------------- | --------- | --------- | --------- |
| 2017 | Конья (Турция)         | Италия    | Бельгия   | Турция    |
| 2019 | София (Болгария)       | Франция   | Болгария  | Польша    |
| 2021 | Тирана (Албания)       | Словения  | Россия    | Польша    |
| 2023 | Подгорица (Черногория) | Италия    | Болгария  | Испания   |
| 2025 | Ереван (Армения)       | Италия    | Испания   | Франция   |